# ルーマニア国立歴史博物館
ルーマニア国立歴史博物館（ルーマニア語: Muzeul Național de Istorie a României）はルーマニア首都ブカレストヴィクトリエイ通り12番にある博物館である。ルーマニアの先史時代から現代までの歴史的な工芸品を収集・展示している。

## 概要
博物館は旧郵便局宮殿(ルーマニア語: Palatul Poştelor )の庁舎に立地し、切手博物館を併設している。博物館の面積は8,000平方メートル (86,000平方フィート)を超え、約60の展示室を設置している。目玉の展示品はトラヤヌスの記念柱の石膏模型、ルーマニア王冠の宝石などがある。
2012年現在、博物館はリニューアル工事のため、大部分は公開されていない。建築の地下に中世後期の遺跡が発掘された。
2025年1月25日、博物館がオランダのドレンツ博物館
に貸し出ししていたゲト＝ダキア人の兜「コツァフェネシュティの兜」が、他の貸し出されていた金の工芸品3点と共に盗難にあい、行方不明になった。この事件で博物館の貸し出し協定が批判され、館長が解任される事態になった。